# Asotin County
Asotin County är ett county i delstaten Washington, USA. Den administrativa huvudorten (county seat) är Asotin. Asotin County ingår i storstadsområdet Lewiston Idaho-Washington vilket inkluderar Nez Perce County i Idaho och Asotin County i Washington. 2010 uppgick befolkningen till 21 623 invånare.

## Geografi
Enligt United States Census Bureau har countyt en total area på 1 659 km². 1 646 km² av den arean är land och 14 km² är vatten. 

### Angränsande countyn
- Whitman County, Washington nord
- Nez Perce County, Idaho öst
- Wallowa County, Oregon syd
- Garfield County, Washington väst